# Testament holograficzny
Testament holograficzny – najprostsza forma testamentu, zaliczana do testamentów zwykłych, uregulowana w prawie polskim w przepisie art. 949 kodeksu cywilnego. Spadkodawca może swobodnie rozrządzać swoim majątkiem po śmierci i dobrowolnie przypisywać określone dobra materialne poszczególnym spadkobiercom. Zastrzeżona jest forma pisemna zwykła pod rygorem nieważności (ad solemnitatem).

Zgodnie z art. 949 Kodeksu cywilnego: 

Spadkodawca może sporządzić testament w ten sposób, że napisze go w całości pismem ręcznym, podpisze i opatrzy datą.

 Brak spełnienia dwóch pierwszych wymogów zawsze powoduje nieważność testamentu. 

Jednakże brak daty nie pociąga za sobą nieważności testamentu własnoręcznego, jeżeli nie wywołuje wątpliwości co do zdolności spadkodawcy do sporządzenia testamentu, co do treści testamentu lub co do wzajemnego stosunku kilku testamentów.

## Wymogi formalne testamentu
Testator powinien umieć czytać i pisać. Musi on pojmować swoje działanie i móc weryfikować to, co zawarł w rozrządzeniach. Duży nacisk kładzie się na pismo, ponieważ jest to cecha charakterystyczna, na podstawie której można stwierdzić autentyczność testamentu. Jeśli testament jest sporządzony w taki sposób, że jego treść obejmuje więcej niż jedną kartkę, wówczas może zawierać tylko jedną datę i podpis. Między kartkami powinien istnieć logiczny sens. Spadkodawca może o tym nadmienić bezpośrednio, pisząc testament, lub ponumerować strony testamentu. Testament może być sporządzony także w języku obcym. Testament holograficzny może być sporządzony nawet pod innym pismem lub na jego odwrocie, wystarczy wolna przestrzeń kartki.
Podpis jest potwierdzeniem tego, że złożone oświadczenie jest skończonym testamentem. Pozwala on także zidentyfikować testatora. Dla uniknięcia wątpliwości testator powinien podpisać testament pełnym imieniem i nazwiskiem lub przynajmniej pierwszą literą imienia i nazwiskiem. Zwykle za wystarczające uznaje się podpisanie testamentu nazwiskiem. Podpis nie musi być całkiem wyraźny. Wystarczy, że daje możliwość odczytania nazwiska spadkodawcy. Musi być on napisany na końcu, gdyż rozrządzenia dokonane po podpisie uznaje się za nieważne.
Data musi być prawdziwa. Jeśli data wpisana na testamencie nie odpowiada tej, w której testament został rzeczywiście sporządzony, wówczas testament uznaje się za niedatowany. Umieszczenie daty jest ważne do ustalenia kolejności następujących po sobie testamentów oraz dla stwierdzenia, czy testator w chwili sporządzania testamentu miał zdolność testowania. Przyjmuje się, że wymaganie podania daty jest spełnione, gdy testator pismem ręcznym podał dzień, miesiąc i rok sporządzenia testamentu. Spadkodawca może umieścić datę w dowolnym miejscu testamentu. Data  może być podana w sposób opisowy.